# Eleições nos Estados Unidos em 2004

O resultado da eleição presidencial.

o resultado da eleição para o Senado.

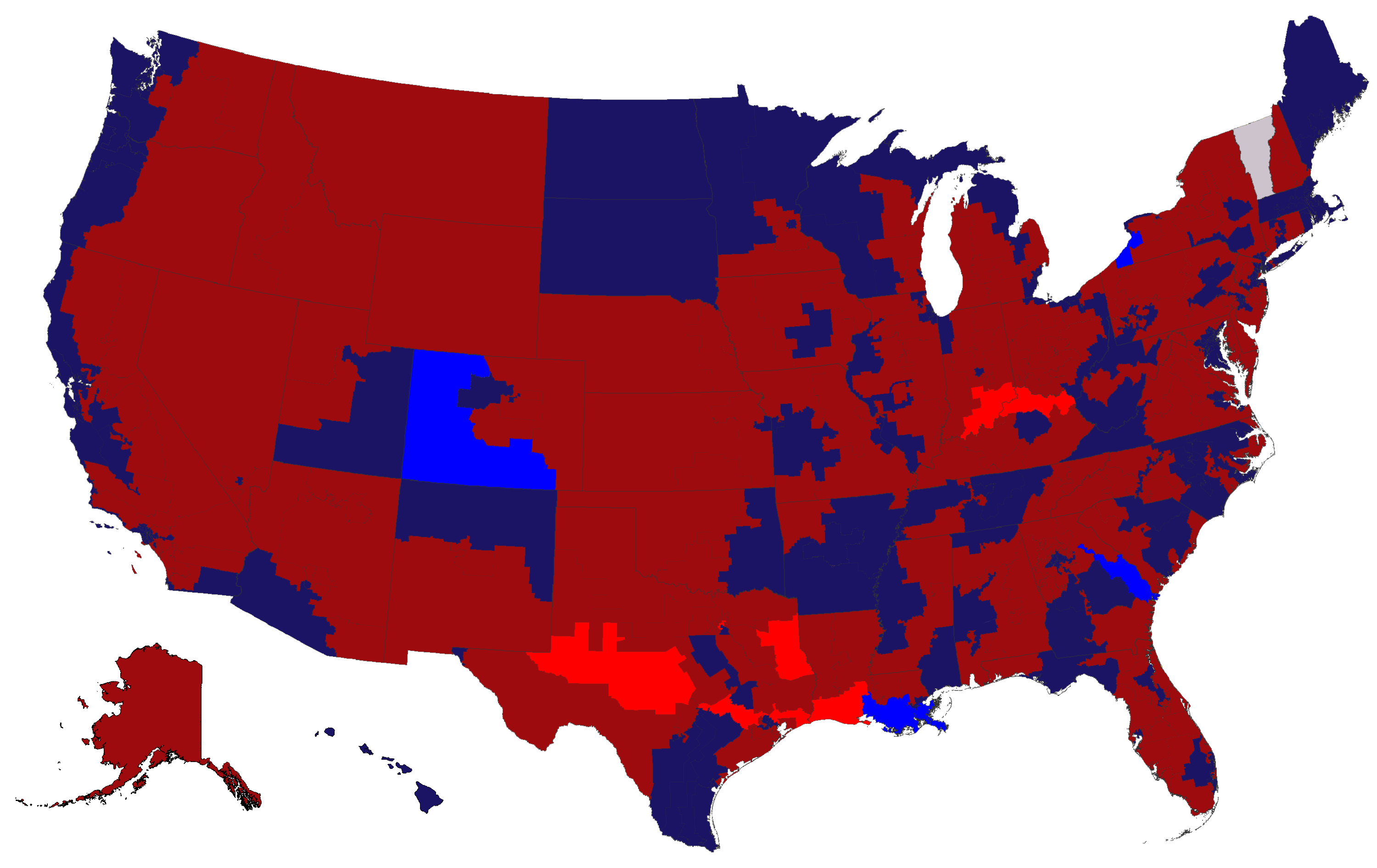
O resultado da eleição para a Câmara dos Representantes.

O resultado da eleição dos governadores.

As eleições gerais dos Estados Unidos de 2004 foram realizadam em 2 de novembro de 2004. O presidente George W. Bush foi reeleito para seu segundo e último mandato, segundo a Constituição dos Estados Unidos. Bush derrotou o senador John Kerry de Massachusetts. No Senado, os republicanos ganharam mais quatro assentos, e na Câmara dos Representantes mais três assentos. A política externa foi o tema dominante em toda a campanha eleitoral, principalmente a conduta de Bush perante a guerra ao terrorismo e a invasão no Iraque em 2003.

## Resultados

### Presidente
George W. Bush foi reeleito para seu segundo mandato.
| Candidato a presidente | Partido            | Votos      | % votos | Grandes eleitores (Colégio Eleitoral) |
| ---------------------- | ------------------ | ---------- | ------- | ------------------------------------- |
| George W. Bush         | Republicano        | 58 110 151 | 50,73%  | 286                                   |
| John Kerry             | Democrata          | 54 577 481 | 48,27%  | 251                                   |
| Ralph Nader            | cand. independente | 465 650    | 0,38%   | 0                                     |
| Michael Badnarik       | Libertário         | 397 265    | 0,32%   | 0                                     |
| outros                 | outros             | 326 145    | -       | 0                                     |

Nota:John Edwards recebeu um voto de um grande eleitor anónimo. 

### Senado
| Líder       | Partido     | Votos      | % votos | Senadores | % Senadores |
| ----------- | ----------- | ---------- | ------- | --------- | ----------- |
| Bill Frist  | Republicano | 39 920 562 | 45,3%   | 55        | 55%         |
| Tom Daschle | Democrata   | 44 754 618 | 50,8%   | 45        | 45%         |

#### Principais estados
Califórnia
- Barbara Boxer inc. 6.955.728
- Bill Jones 4.555.922

Flórida
- Mel Martinez 3.672.864
- Betty Castor 3.590.201

Illinois
- Barack Obama 3.597.456
- Alan Keyes 1.390.690

Nova Iorque
- Chuck Schumer 4.769.824
- Howard Mills 1.625.069

Ohio
- George Voinovich 3.464.651
- Eric Fingerhut 1.961.249

Pensilvânia
- Arlen Specter 2.925.080
- Joe Hoeffel 2.334.126

Washington
- Patty Murray inc. 1.549.708
- George Nethercutt 1.204.584

### Governadores

#### Por estado
Carolina do Norte
- Mike Easley inc. 1.939.154
- Patrick J. Ballantine 1.495.021

Dakota do Norte
- John Hoeven inc. 220.803
- Joe Satrom 84.877

Delaware
- Ruth Ann Minner inc. 185.548
- William Swain Lee 167.008

Indiana
- Mitch Daniels 1.302.912
- Joe Kernan inc. 1.113.900

Missouri
- Matt Blunt 1.382.419
- Claire McCaskill 1.301.442

Montana
- Brian Schweitzer 225.016
- Bob Brown 205.313

Nova Hampshire
- John Lynch 340.299
- Craig Benson inc. 325.981

Utah
- Jon Huntsman, Jr. 531.190
- Scott Matheson, Jr. 380.359

Vermont
- Jim Douglas inc. 181.540
- Peter Clavelle 117.327

Virgínia Ocidental
- Joe Manchin inc. 472.758
- Monty Warner 253.131

Washington
- Christine Gregoire 1.373.361
- Dino Rossi 1.373.232

1. ↑  «United States presidential election of 2004 | George W. Bush vs. John Kerry, Campaign, & Results | Britannica». www.britannica.com (em inglês). 17 de janeiro de 2025. Consultado em 23 de fevereiro de 2025